# مناجیر
مناجیر یک منطقهٔ مسکونی در سوریه است که در استان حسکه واقع شده‌است. مناجیر ۱۲٬۱۵۶ نفر جمعیت دارد.